# Ossip Schubin
Ossip Schubin, nom de plume d'Aloisia (Lola) Kirschner, née le 17 juin 1854 à Prague et morte le 10 février 1934 au château de Košátky en Tchécoslovaquie, est une romancière autrichienne. Son pseudonyme est emprunté à un personnage du roman À la veille d'Ivan Tourgueniev.

## Biographie
Aloisia Kischner est la deuxième enfant d'une riche famille juive assimilée. Elle grandit à Lochkov dans la propriété que son père, un avocat, avait acheté en 1848 après l'abolition de la contrainte du ghetto pour les Juifs. Son père décède tôt et elle effectue de longs voyages, dans sa jeunesse, avec sa mère et sa sœur Marie, notamment à Munich, Paris, Bruxelles, Saint-Pétersbourg et Rome. Elle y fréquente la société autrichienne expatriée et y rencontre de nombreux artistes, en particulier Ivan Tourgueniev, George Sand et Alfréd Meissner. C'est d'un roman de Tourgueniev, À la veille, qu'elle tirera son nom de plume.

## Œuvres
Les romans de Schubin reposent sur des intrigues qui se déroulent dans un monde aristocratique imaginaire, dans des lieux emblématiques du luxe européen, dans des stations balnéaires, à Paris ou à Rome. Ce monde imaginaire, à l'écart des conflits politiques et sociaux de l'époque, peut être vu comme un plaidoyer pour la coexistence pacifique des peuples d'Europe. Mais l'idéalisation dont témoignent ses romans est en décalage croissant avec la réalité du monde finissant de l'aristocratie austro-hongroise.
Célèbre de son vivant, son œuvre tombe rapidement dans l'oubli après sa mort. Selon Konstanze Fliedl, qui lui a consacré un essai, trois faits se sont conjugués pour expliquer les réticences, qui se sont exprimées déjà de son vivant et qui sont devenues décisives après sa mort, à l'encontre de l'œuvre d'Ossis Schubin : elle était écrivaine allemande en Bohême, elle était juive et elle était femme.
- Schuldig (roman, 1883)
- Ehre (roman, Heinrich Minden, Dresden, 1883 [recte 1882]) = zum Roman umgearbeitete Erzählung Der gewisse Baron Riedheim
- Die Geschichte eines Genies. Die Gabrizzi (nouvelle, 1884)
- Mal'occhio und andere Novellen (1884 ; 4e édition 1901, sous le titre Es fiel ein Reif in der Frühlingsnacht)
- Unter uns (roman en deux parties, 1884)
- Ein Frühlingstraum (nouvelle, 1884)
- Bravo rechts! Eine lustige Sommergeschichte (1885)
- Gloria victis! (roman 3 parties, 1885)
- Erinnerungen eines alten Österreichers (1886)
- Erlachhof (roman en 2 parties, 1887)
- Etiquette. Eine Rokoko-Arabeske (1887)
- Asbéin. Aus dem Leben eines Virtuosen (1888)
- Dolorata (Novelle 1888)
- Unheimliche Geschichten (1889)
- Boris Lensky (roman en 3 parties, 1889)
- Bludicka. Erzählung aus dem slavischen Volksleben (1890)
- O du mein Österreich (roman en 3 parties, 1890)
- Heil dir im Siegerkranz (1890)
- Ein müdes Herz (1892)
- Gräfin Erikas Lehr- und Wanderjahre (roman en 3 parties, 1892)
- Torschlußpanik (1892)
- Finis Poloniae (roman, 1893)
- Toter Frühling (1893)
- Schatten (nouvelle, 1893)
- Gebrochene Flügel (roman, 1894)
- Woher tönt dieser Mißklang durch die Welt? (roman en 3 parties, 1894)
- Con fiocchi (roman, 1896)
- Maximum. Roman aus Monte Carlo (1896)
- Wenn's nur schon Winter wär'! (roman, 1897)
- Die Heimkehr (roman, 1897)
- Vollmondzauber (roman en 2 parties, 1899)
- Peterl. Eine Hundegeschichte (1900)
- Slawische Liebe (nouvelle, 1900)
- Im gewohnten Geleis (roman, 1901)
- Marsa (1902)
- Refugium peccatorum (roman, 1903)
- Der Gnadenschuß (1905)
- Blanche (1905)
- Der arme Nicki. Geschichte eines aus der Reihe Gefallenen (2 vol., 1906)
- Primavera (nouvelle, 1908)
- Miserere nobis. Die Tragödie eines Idealisten (roman en 2 parties, 1910)
- Monsieur Paul (pièce de théâtre, 1912)
- Die Flucht nach Amerika (roman, 1914)
- Der Rosenkavalier (1924)